# Oksana Dovhaljuk
Oksana Ivanivna Dovhaljuk (in ucraino Оксана Іванівна Довгалюк?; Kiev, 13 agosto 1971) è un'ex cestista ucraina, fino al 1991 sovietica.

## Carriera
Con l'Ucraina ha disputato i Campionati europei del 1995 e i Giochi olimpici di Atlanta 1996.